# Bevan George
Bevan Christopher George (Narrogin, 22 maart 1977) is een voormalig hockeyer uit Australië. 
George won in 2004 met Australië olympische goud door in de finale te winnen van de Nederlandse hockeyploeg.
Op de wereldkampioenschappen van 2002 en 2006 verloor George met zijn ploeggenoten de finale van Duitsland.
In 2008 won George olympisch brons ten koste van Nederland.

## Erelijst
- 2000 – 5e Champions Trophy in Amstelveen
- 2001 –  Champions Trophy in Rotterdam
- 2002 – 5e Champions Trophy in Keulen
- 2002 –  Wereldkampioenschap in Kuala Lumpur
- 2003 –  Champions Trophy in Amstelveen
- 2004 –  Olympische Spelen in Athene
- 2005 –  Champions Trophy in Chennai
- 2006 – 4e Champions Trophy in Terrassa
- 2006 –  Wereldkampioenschap in Mönchengladbach
- 2007 –  Champions Trophy in Kuala Lumpur
- 2008 –  Olympische Spelen in Peking